# Рамбинас
Рамби́нас (лит. Rambynas) — холм высотой 46 м на правом берегу Немана в Литве, в 5 км к востоку от Советска. Языческое культовое место, овеянное легендами. С 1992 года окружающая территория охраняется как региональный парк.
По преданию, на вершине находился жертвенный камень Перкуну — верховному богу литовцев, пруссов и ятвягов. На плоском камне со странными знаками с давних пор помещали свои обильные приношения те, кто стремился разбогатеть, получить богатый урожай на полях, а также новобрачные. Считалось, что от этого камня зависит существование всей Литвы. В 1812 году камень был взорван немецкими колонистами.
Местные жители рассказывают, что в 1835 и 1878 годах случились огромные обвалы, при этом ночной грохот разбудил жителей Рагнита (от испуга покинувших дома), и часть горы была унесена рекой.
Рамбинас пользуется популярностью среди литовских неоязычников, которые празднуют здесь летнее солнцестояние. Название используется в названиях продуктов (сыр «Рамбинас»), предприятий и заведений (ресторанов).
В советское время Шяуляйский велосипедно-моторный завод выпускал велосипеды марки «Рамбинас».